# Parametrisme
Parametrisme is een stijl die rond het eind van de 20ste eeuw, begin 21ste eeuw binnen de architectuur en productontwerp opkwam. De grondlegger is de architecte Zaha Hadid geweest. Bij het ontwerpproces wordt veel gebruik gemaakt van parametervergelijkingen en leunt het sterk op het gebruik van software, algoritmes en computers. Zo zijn meer complexe vormen mogelijk, maar het zorgt er ook voor dat tijdens het proces meer flexibiliteit is voor aanpassingen. Vanaf circa 2020 worden niet alleen delen van de buitenschil (gevels en daken) ontworpen maar ook plattegronden en zichtlijnen.

## Vroege voorbeelden
Het Olympisch stadion in München (1972) van Frei Otto is een vroege voorloper van het parametrisme. Hierbij is de vorm niet verkregen door gebruik te maken van computerberekeningen maar van proefondervindelijke onderzoeken. In 1997 werd een van de eerste parametrische gebouwen in gebruik genomen, het Waterpaviljoen van Neeltje Jans. Het bureau van Zaha Hadid is vooral bekend om het toepassen van parametrisme in de architectuur.
Een sterk voorbeeld in de architectuur is het Congrescentrum Dongdaemun Design Plaza in de wijk bij de Oostelijke stadspoort in Seoel. In het vakgebied van productontwerp zijn de ontwerpen van Marleen Kaptein een goed voorbeeld. De techniek die ze gebruikt om koolstofvezel te hergebruiken, heeft ze de Engelse term fibre placement gegeven.

## Kenmerken

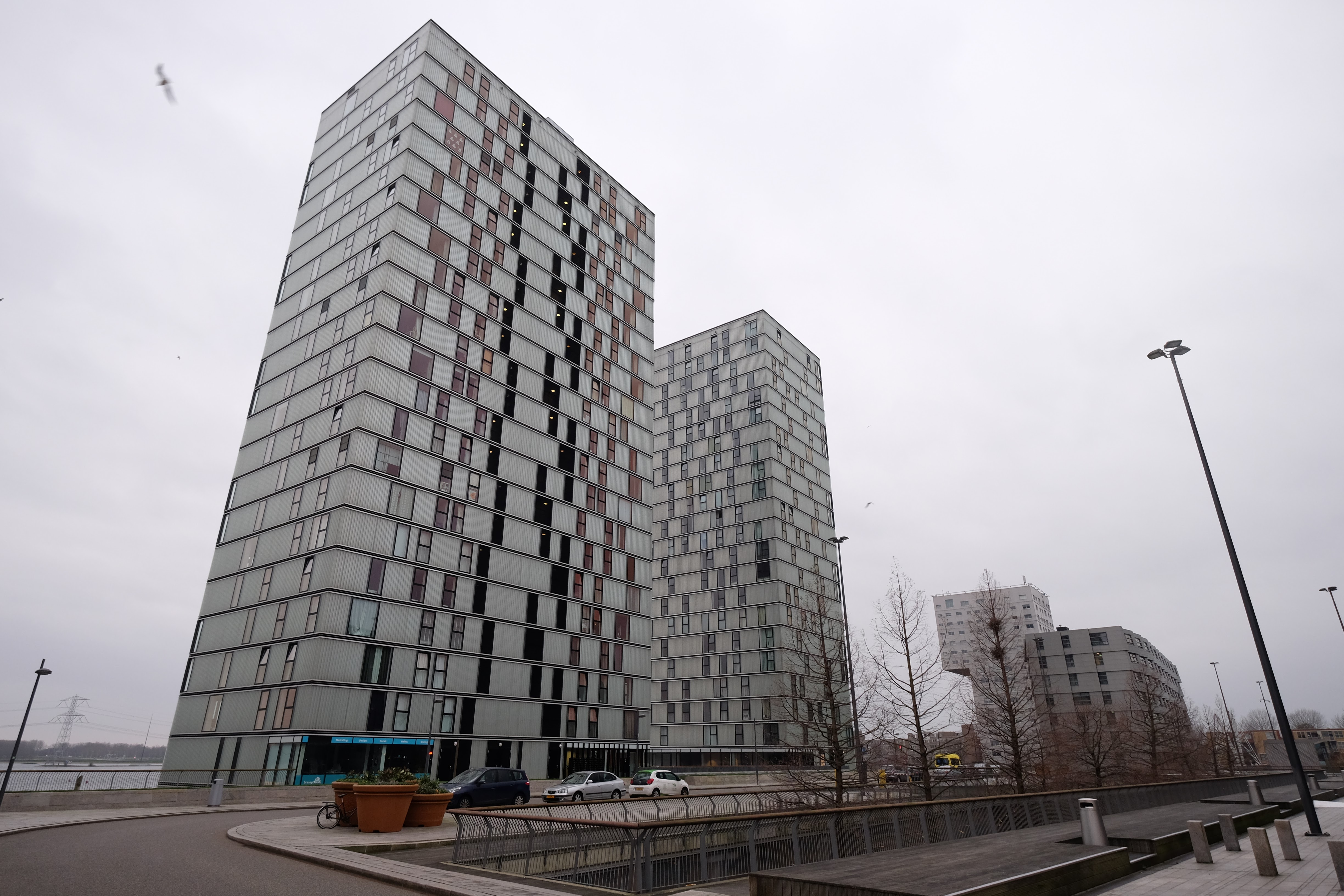
Ramen in een willekeurig patroon, gevels van de twee linker woontorens, Almere

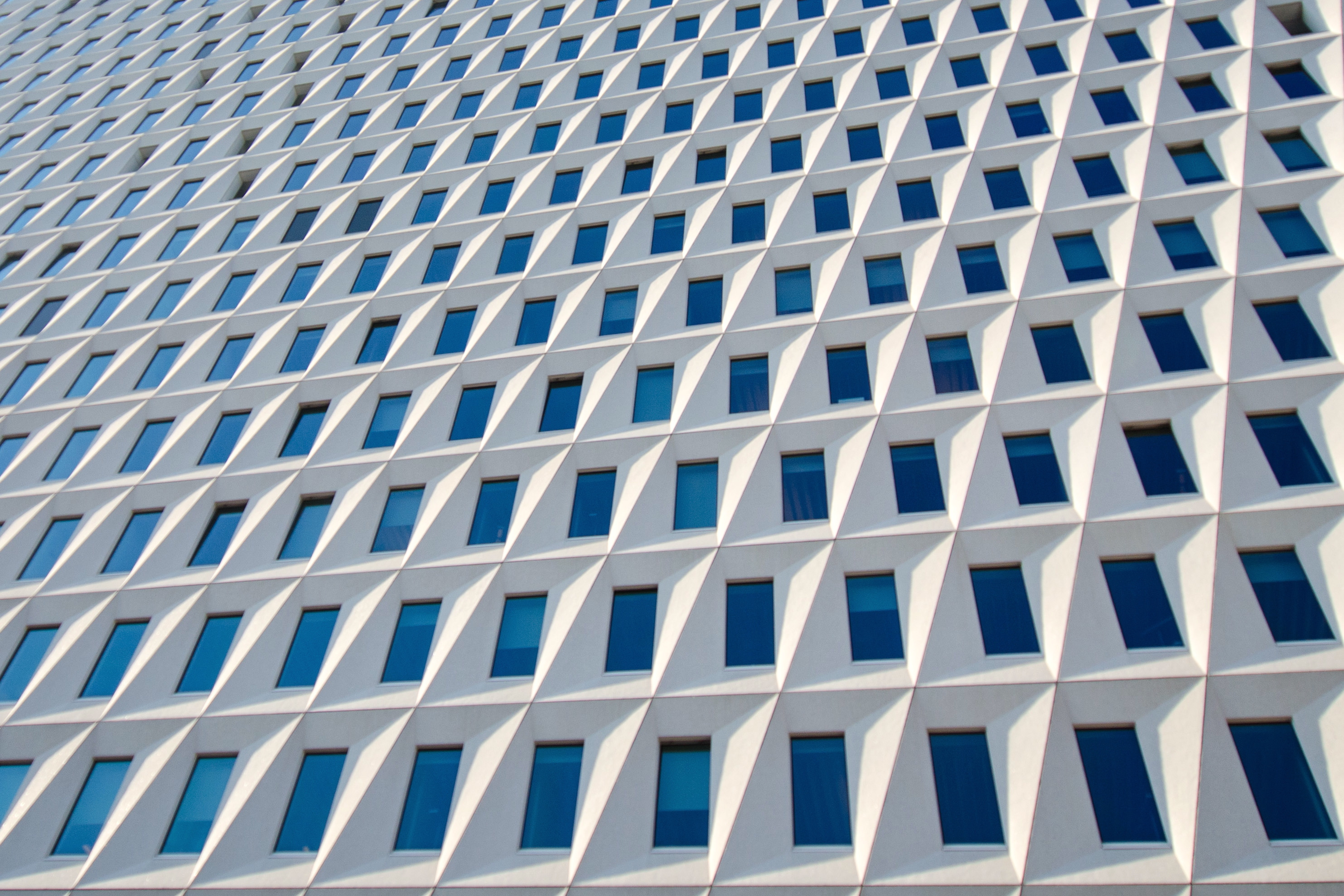
Ramen in een strak patroon, gevel van het stadsdeelkantoor Escamp, Den Haag

Kenmerkend aan gebouwen met een parametrische vormgeving zijn patronen die vaak driediemensionaal zijn uitgevoerd. Patronen kunnen bijvoorbeeld willekeurig zijn (zoals bij de flats links) of volgens een strak ritme (zoals bij de gevel rechts), maar het parametrisme zit daar ergens tussenin. De patronen bij het parametrisme zijn dus niet geheel los of vast aan een raster, maar hebben een zekere samenhang die door computerberekeningen (de parametervergelijkingen) worden ‘samengesteld’. Deze patronen kunnen een overgang van groot naar klein, van dicht opeen naar ver uiteen of in vorm langzaam veranderen over een bepaalde afstand.
Ontwerpes van parametrische gebouwen kiezen er vaak vormen om functies niet in de vormgeving terug te laten komen zoals bij het rationalisme en het futurisme gebruikelijk was. Ontwerpen hebben vaak een duidelijk hoofdvorm, alsof het om een holle huls gaat. zijn Daarbij lopen de funtionele ruimtes veelal in elkaar over zonder dat ze goed te scheiden zijn. Sommige gebouwen vallen ook onder de noemer van blob-architectuur.

## Galerij

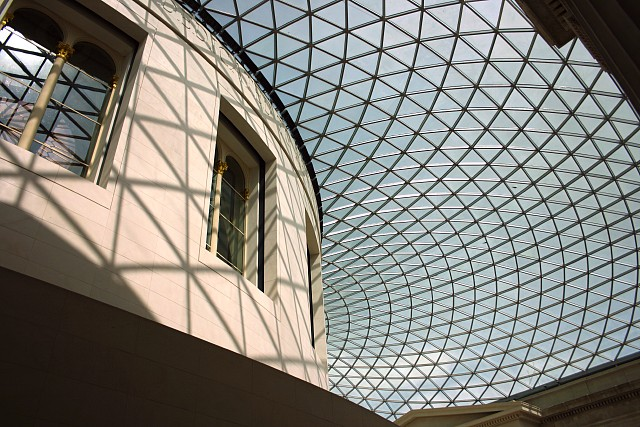
Het glazen dak van het British Museum in Londen
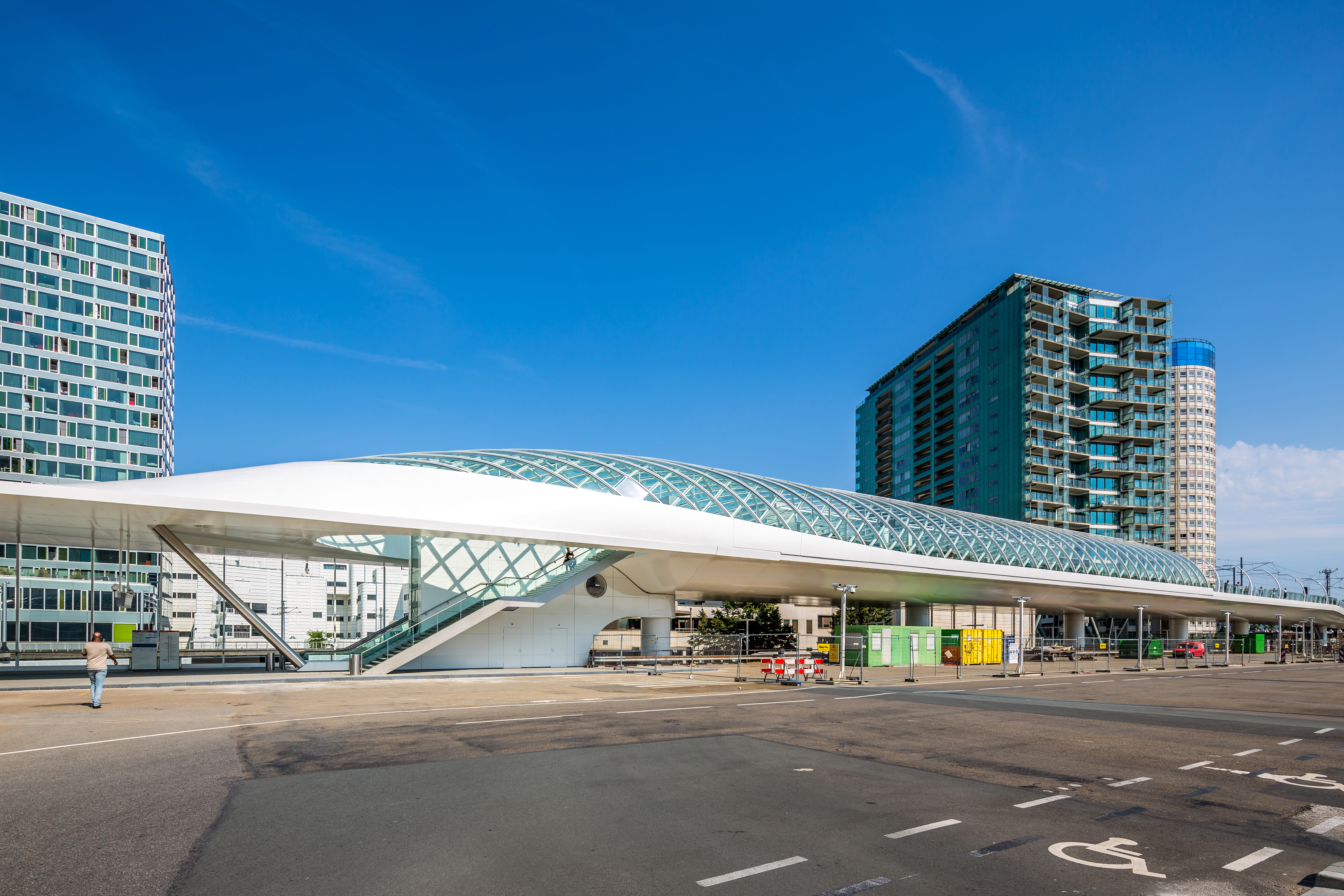
Metrostation Den Haag Centraal voor de E-lijn van de RET
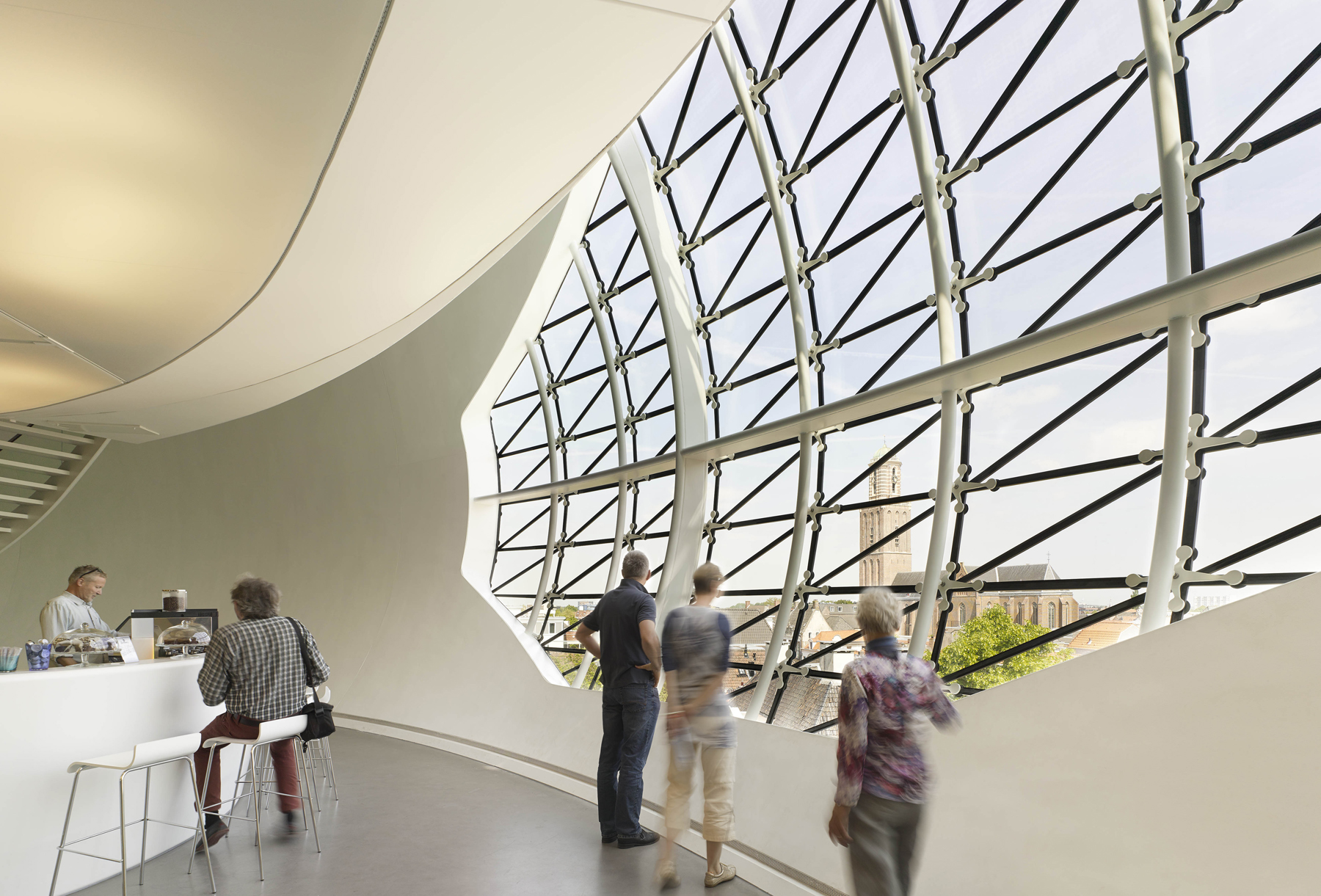
Glazen geveldeel van Museum de Fundatie in Zwolle
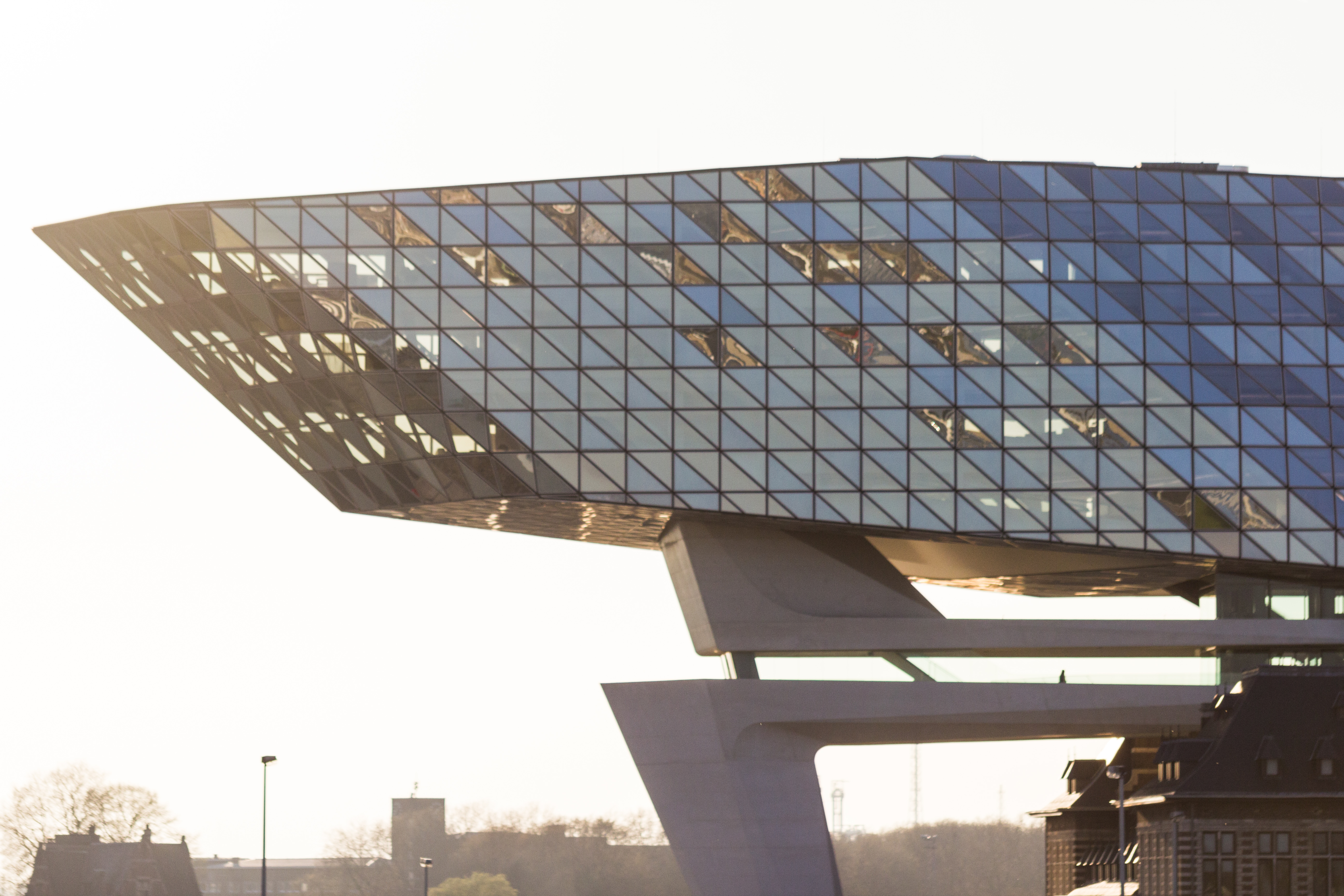
Nieuwbouw van het Havenhuis bovenop het oude deel in Antwerpen
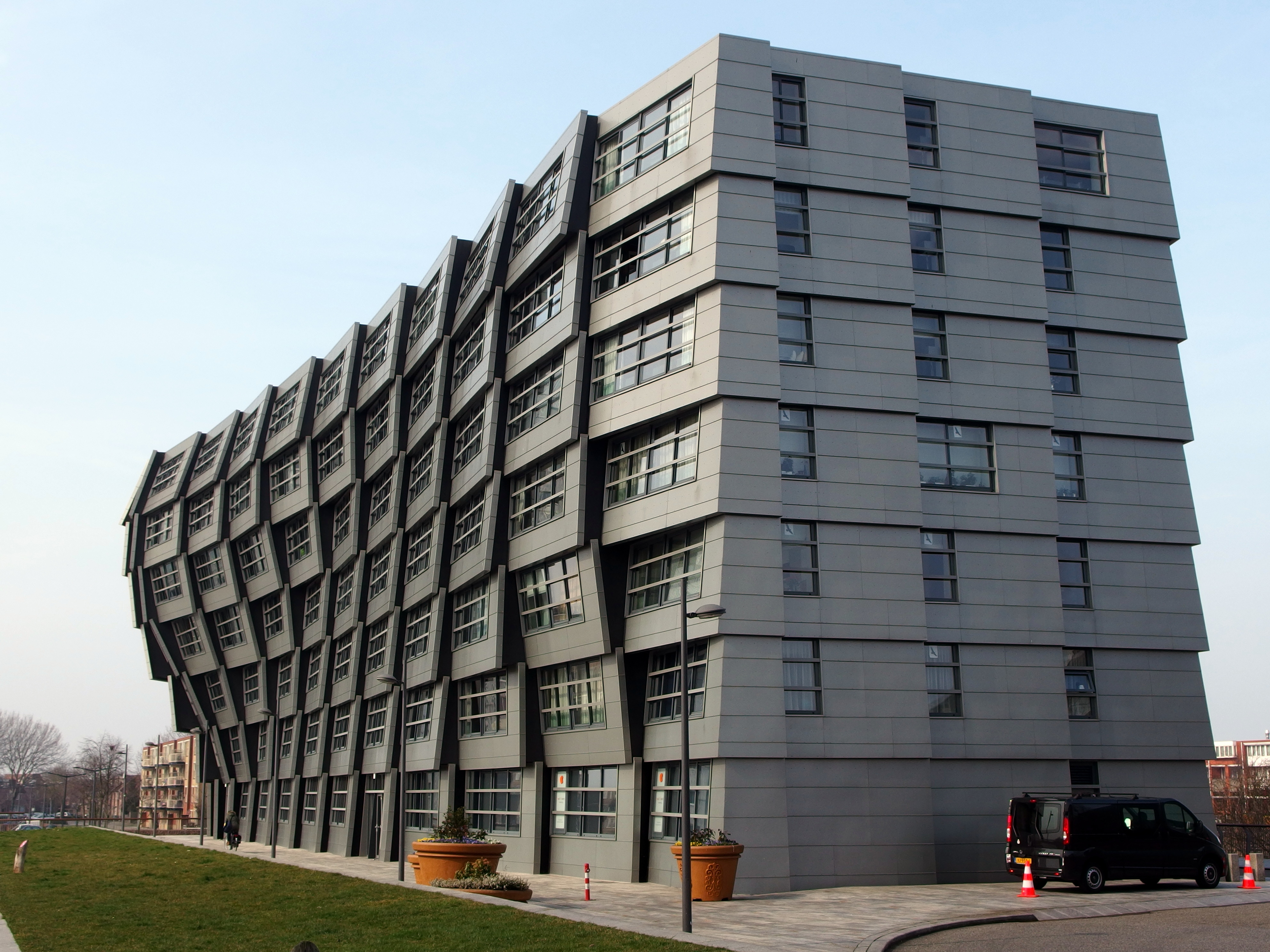
Gevel met een parametrisch patroon bij woningen in Almere.
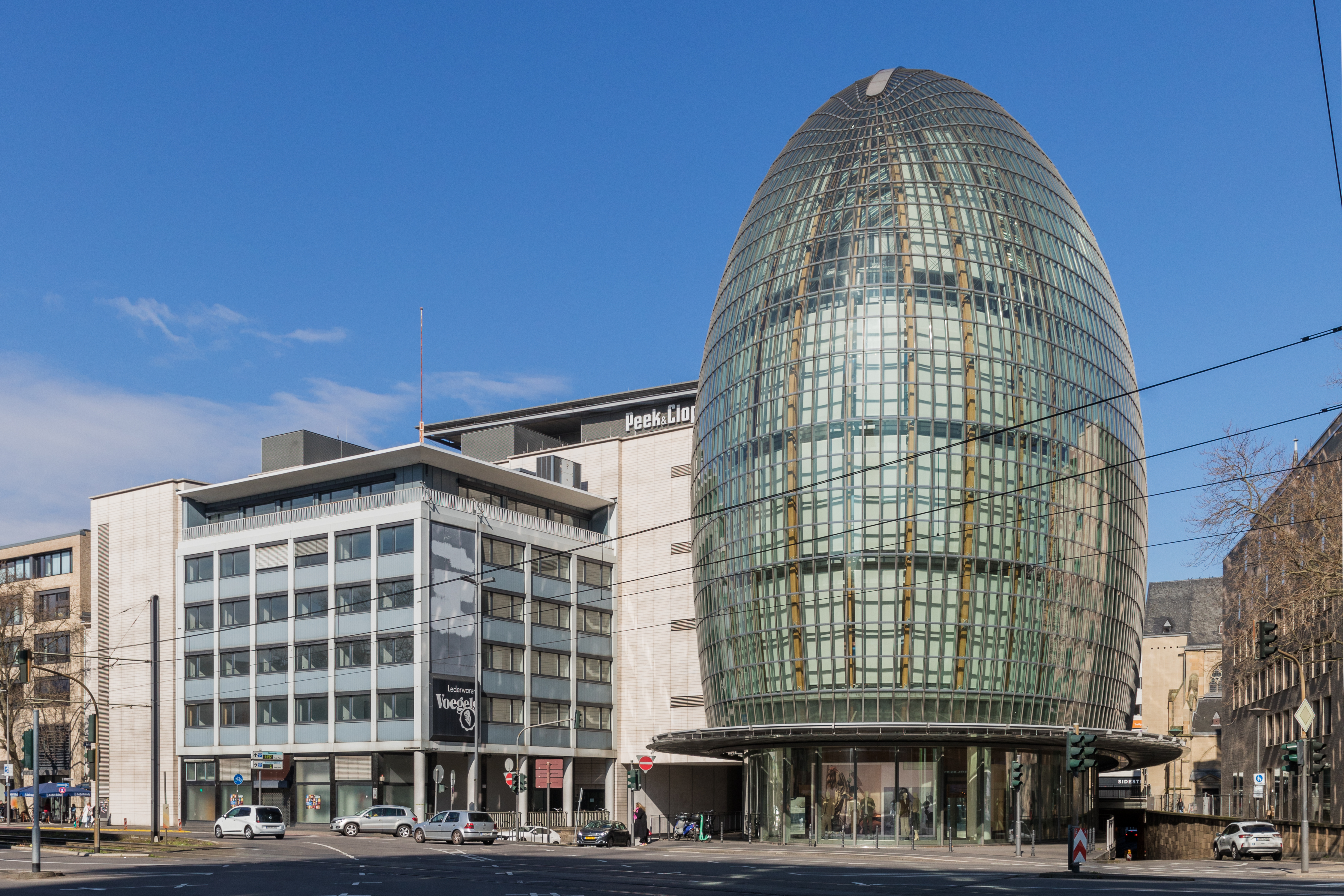
Warenhuis Weltstadthaus in Keulen
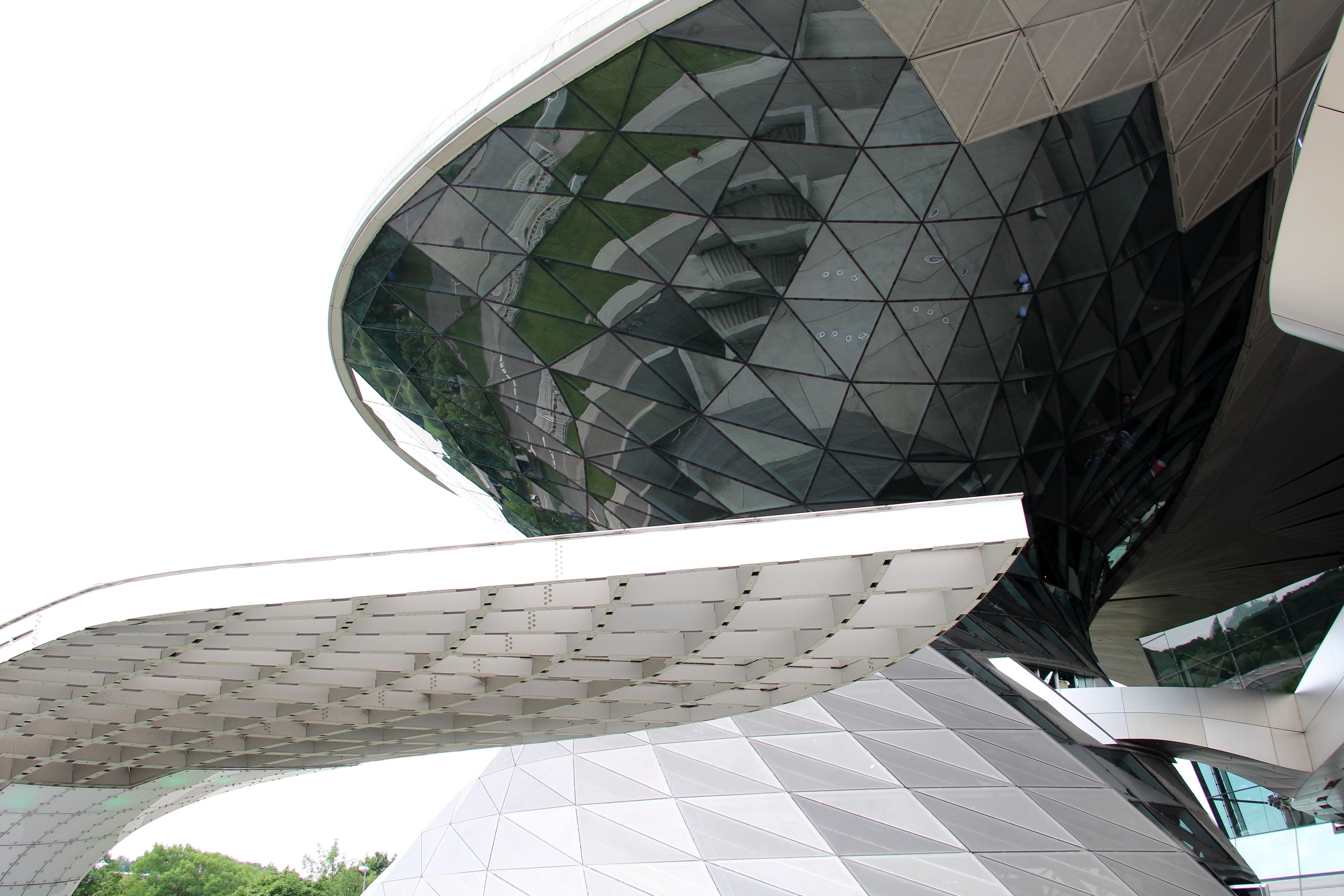
Deel van de expositiehal van BMW in München.
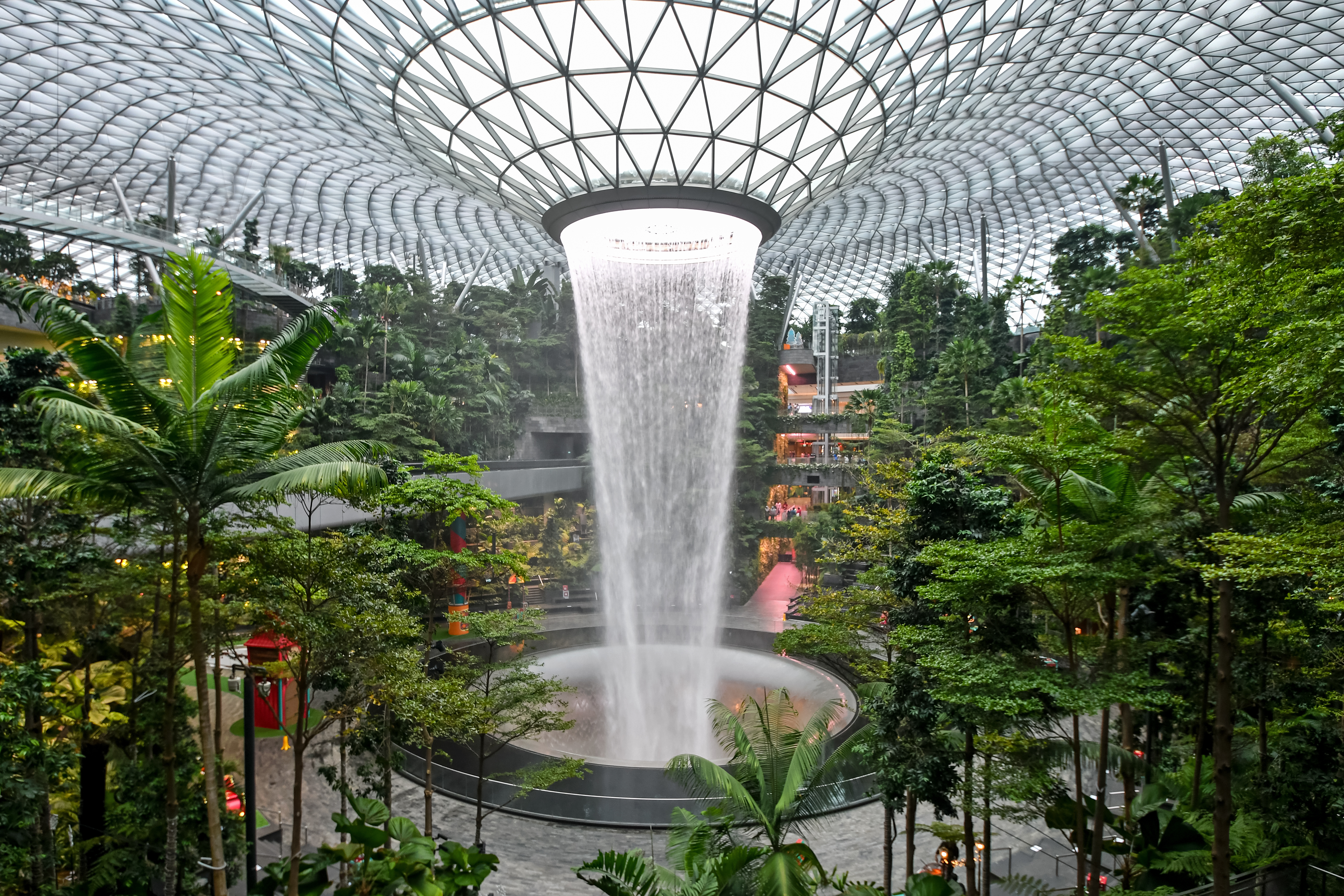
Centrale hal van het winkelcentrum van het vliegveld van Singapore
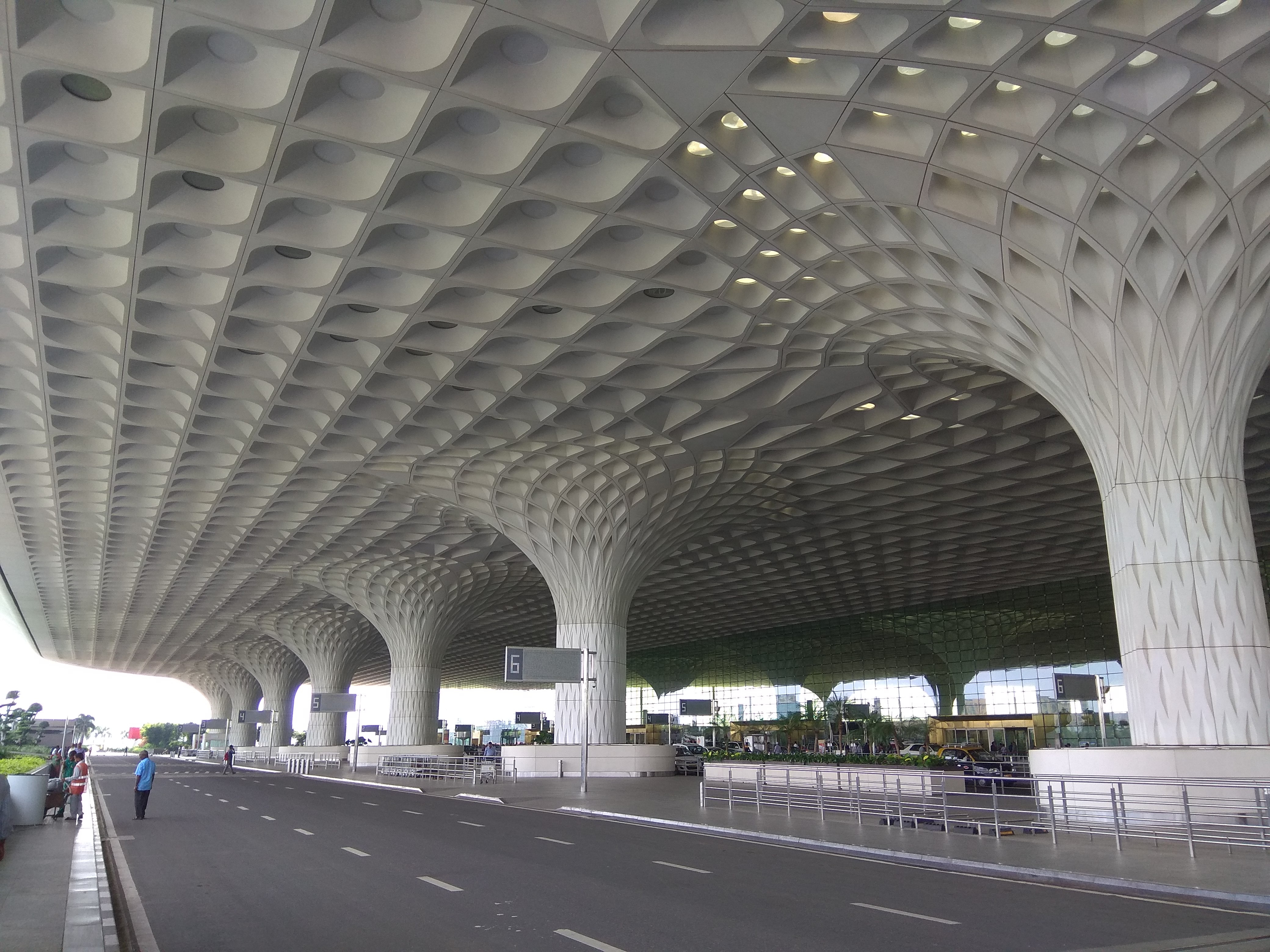
Terminal 2 van het vliegveld van Bombay